# Arbuscula
|  | Per a altres significats, vegeu «Arbuscula (desambiguació)». |

Arbuscula (en llatí Arbuscula) va ser una famosa actriu de pantomimes romana, que va actuar al segle i aC. Ciceró parla d'ella l'any 54 aC i diu que era una gran actriu al seu parer. Horaci la menciona, i explica que va ser xiulada en una representació.